# Port lotniczy Mtwara
Port lotniczy Mtwara (ang.: Mtwara Airport, kod IATA: MYW, kod ICAO: HTMT) – port lotniczy zlokalizowany w tanzańskim mieście Mtwara.

## Linie lotnicze i połączenia
| Linia Lotnicza | Kierunek         |
| -------------- | ---------------- |
| Air Tanzania   | 1. Dar es Salaam |
| Precision Air  | 1. Dar es Salaam |